# Donald Manzullo
Donald A. Manzullo (Rockford, 24 marzo 1944) è un politico statunitense, membro della Camera dei Rappresentanti per lo stato dell'Illinois dal 1993 al 2013.

## Biografia
Di famiglia italoamericana, dopo la laurea in legge alla Marquette University, Manzullo entrò in politica come membro del Partito Repubblicano. Nel 1990 quando la deputata repubblicana Lynn Morley Martin non chiese la rielezione per candidarsi al Senato, Manzullo concorse nelle primarie ma venne sconfitto.
Nel 1992 Manzullo ci riprovò e riuscì sia a superare le primarie sia a vincere le elezioni generali a novembre. Dopo questa vittoria Manzullo venne rieletto piuttosto facilmente con alte percentuali di voto, ma nel 2012 dovette fare i conti con una ridefinizione dei distretti congressuali dell'Illinois. Per via di questa operazione Manzullo si trovò ad affrontare nelle primarie repubblicane un altro deputato in carica, Adam Kinzinger, eletto nel 2010. Nonostante fosse da vent'anni al Congresso, Manzullo perse le elezioni con il 44% dei voti contro il 56% di Kinzinger.
Durante la permanenza alla Camera Manzullo era giudicato uno dei deputati più conservatori ed era sostenuto dall'American Conservative Union.